# Kuršab
Kuršab nebo Kuršabdarja (rusky Куршаб nebo Куршабдарья) je řeka v Ošské oblasti v Kyrgyzstánu. Na horním toku nad vesnicí Gulča se nazývá podle ní také Gulča. Je 157 km dlouhá. Povodí má rozlohu 3 750 km².

## Průběh toku
Pramení na svazích Alajského hřbetu. Protéká hlubokou dolinou na sever. Přijímá mnoho přítoků. Je levým přítokem Karadarji (povodí Syrdarji). Ústí do Andižanské přehrady.

## Vodní stav
Průměrný roční průtok je 24,6 m³/s. V létě řeka často nedotéká do Karadarji, protože se celá rozebere na zavlažování.